# Breguet 14
Бреге́ 14 — двомісний біплан, бомбардувальник. Іноді використовувався як літак-розвідник. Цей бомбардувальник був основним літаком французької армії з часів Першої світової війни і аж до 1930-х років. Експериментальний літак здійснив перший політ 21 листопада 1916 року. Серійне виробництво тривало з березня 1917 по 1928 рік. Сконструйований Луї-Шарлем Бреге, одним з піонерів авіабудування.
Літак був виготовлений з алюмінію, за винятком дерев'яних нервюр та зализів крила, обшивку мав тканинну. Будувався у Франції. Пілот та стрілець-спостерігач сиділи у відкритих тандемних кабінах.
Літак «Бреге 14» широко експортувався і входив до складу ВПС збройних сил Бельгії, Бразилії, Чехословаччини, Данії, Греції, Польщі, Португалії, Румунії, Сіаму, Іспанії та Югославії.

## Тактико-технічні характеристики
Наведені нижче характеристики відповідають модифікації «Бреге» 14 B.2:

### Технічні характеристики

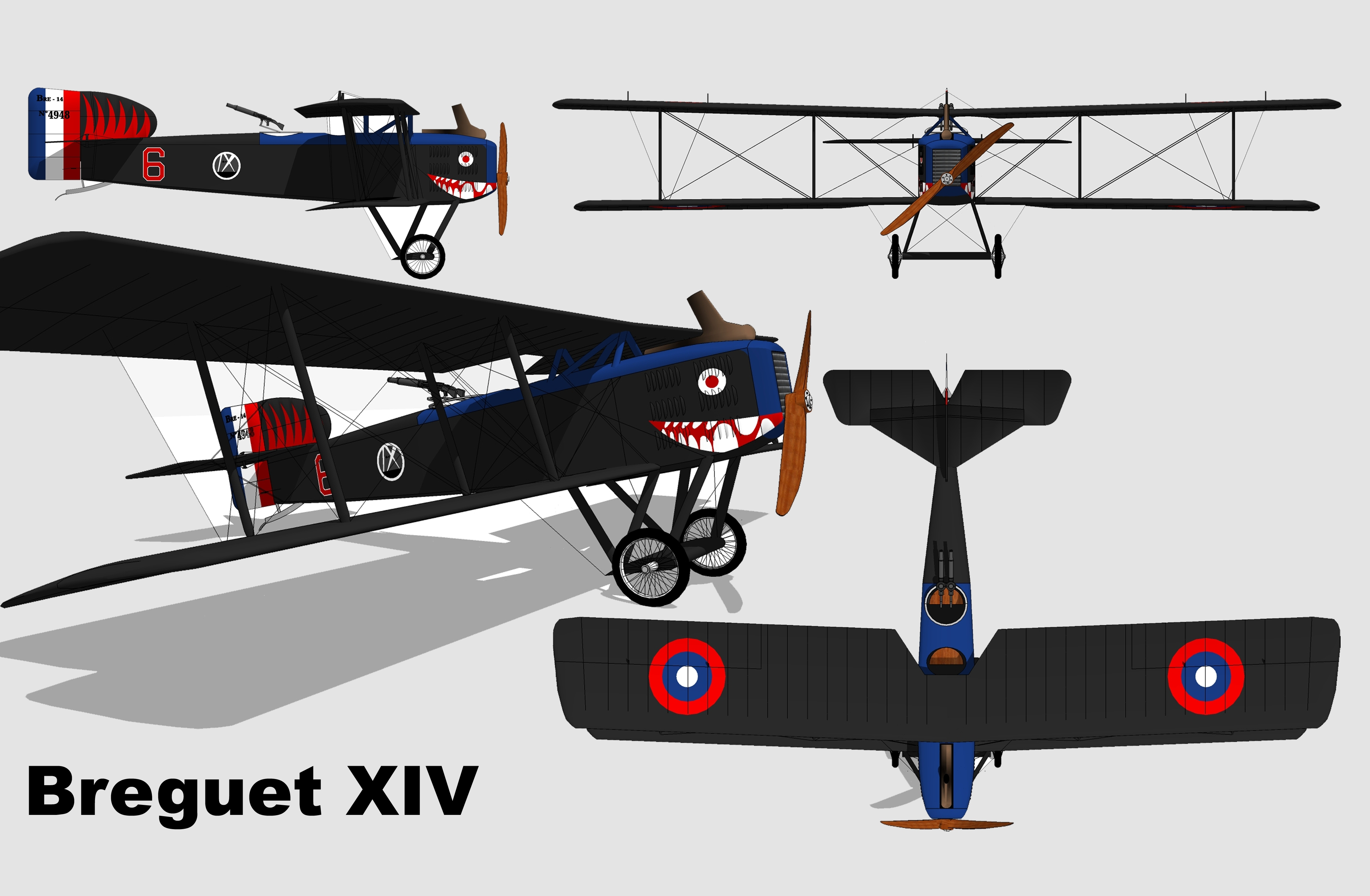

- Екіпаж: 2 людини
- Довжина: 8,87 м
- Розмах крила: 14,36 м
- Висота: 3,3 м
- Площа крила: 49,2 м ²
- Маса порожнього: 1 086 кг
- Маса спорядженого: 1 765 кг
- Двигуни: 1× Renault 12Fox
- Потужність: 1× 300 к.с. (224 кВт)

### Льотні характеристики
- Максимальна швидкість: 177 км/год
- Крейсерська швидкість: 152 км/год
- Практична дальність: 900 км
- Тривалість польоту: 2,3 год
- Практична стеля: 5 800 м
- Швидкопідйомність: 4,6 м/с
- Навантаження на крило: 32 кг/м ²
- 'Тягооснащеність: '0,14 Вт/кг

### Озброєння
- Кулеметне:
  - 1× 7,7 мм кулемет Vickers з лівого боку
  - 2× 7,7 мм кулемета (спарка) Lewis у спостерігача
- Бомбове навантаження: до 300 кг